# Boum-Boum
Boum-Boum е вторият сингъл от общо три от петия студиен албум „Voyageur“ на немската ню ейдж/електронна група Енигма. Песента е издадена на 10 ноември 2003 от Virgin Records. Песента се изпълнява от Рут-Ан Бойл и Андрю Доналдс. „Boum-Boum“ има прилежащ видеоклип.

## Песни
1. Boum-Boum (Chicane Radio Edit) – 3:41
2. Boum-Boum (Enigma Radio Edit) – 3:43
3. Boum-Boum (Wally Lopez Radio Edit) – 3:22
4. Boum-Boum (Chicane Club Version) – 5:01
5. Boum-Boum (Wally Lopez Club Version) – 9:33